# Nicolești (okręg Vâlcea)
Nicolești – wieś w Rumunii, w okręgu Vâlcea, w gminie Olanu. W 2011 roku liczyła 115 mieszkańców.